# 名古屋市電覚王山線
覚王山線（かくおうざんせん）は、かつて愛知県名古屋市に存在した、名古屋市電の路線（路面電車）の一つである。同市中区の西裏町停留場から千種区の覚王山停留場までを結んでいた。
覚王山日泰寺への参詣輸送を目的として計画され、1911年（明治44年）に開業。名古屋電気鉄道による経営であったが1922年（大正11年）に名古屋市電気局（1945年以降交通局）へ買収され、名古屋市電の一路線となった。1967年（昭和42年）までに全線が廃止されている。

## 路線概況
全長は2.324キロメートル（1960年3月末時点）。全線複線かつ道路上に敷設された併用軌道であった。
覚王山線の起点は、栄町線営業区間の終端でもある「西裏」という地点である。元々、笹島町・栄町方面から伸びる栄町線は西裏にて南に折れ、（旧）千種駅前へと出ていたが、1943年（昭和18年）に西裏停留場と西裏 - 千種駅前間は休止され、翌年には西裏停留場自体が廃止されていた。従ってそれ以降、栄町線・覚王山線の境界ではあるが西裏には路線の分岐も停留場もなかった。覚王山線は西裏から先、県道60号（広小路通）を東へと進む。
西裏を過ぎるとすぐに中央本線をまたぐ。路線をまたぐ千種橋には、その西側部分に32.5パーミルの急勾配区間が存在した。橋を過ぎると千種駅前（旧・千種橋東）停留場があった。中央本線千種駅は、かつては千種橋の南方に位置していたが、1961年（昭和36年）9月1日に地下鉄東山線千種駅に近い現在地へと移転した。このため新駅近くにあった覚王山線千種橋東停留場が移転と同日付で千種駅前停留場に改称されている。
県道60号と市道名古屋環状線が交差する今池交差点には今池停留場が位置した。ここは南北方向の市電路線である循環東線との接続地点であり、同線との平面交差に加えて覚王山線千種駅前方面と循環東線大久手方面（南側）を繋ぐ複線の連絡線が存在した。今池地区は市電があった当時から飲食店・映画館映画館が集まる、市内東部の繁華街である。
池下交差点には池下停留場が立地したほか、交差点北東側には池下車庫（池下電車運輸事務所）が存在した。市電の中でも幹線系統を受け持つ車庫であり、電車の出入りが頻繁であったが、東山線池下車庫の建設に伴い1958年（昭和33年）に車庫機能が中村線稲葉地町へと移転、一部残った操車場の機能も翌年には東山公園線星ヶ丘へと移された。車庫跡地には市営住宅が建設されている。
池下から先は東山丘陵に差し掛かっており、33パーミルという急な上り勾配区間が439mにわたって続く。覚王山線終点の覚王山停留場は、県道60号覚王山交差点付近にあった。交差点から伸びる参道を進むと覚王山日泰寺がある。覚王山は覚王山線の終点であるとともに東山公園・星ヶ丘方面へ伸びる東山公園線の起点であり、引き続き県道60号上を線路が伸びていた。

## 歴史

### 開業
覚王山線が走っていた名古屋市千種区は、1921年（大正10年）に名古屋市へと編入されるまで西部は愛知郡千種町、東部は東山村と称した地である。双方ともに元は農村地帯であった。
東山村に位置する覚王山丘陵は江戸時代から観月の名所として知られた地であったが、1904年（明治37年）11月、ここに覚王山日泰寺（1949年までは「覚王山日暹寺」）が建立されると、覚王山付近一帯は行楽地として発展した。この日泰寺への参詣輸送を目的に、名古屋電気鉄道の市内電車と覚王山を結ぶ路線の敷設を目指し「覚王山電気軌道」という合名会社が設立された。会社設立は1910年（明治43年）1月（社員は吉田禄在ら）、軌道敷設特許取得はその前年、1909年（明治42年）9月29日のことである（特許区間は千種町字西裏 - 東山村大字田代間）。しかし用地買収などで手間取り開業の目処が立たたず、1910年9月13日、名古屋電気鉄道に事業買収された。
1911年（明治44年）8月19日、名古屋電気鉄道により覚王山線は開業した。当初の開業区間は北畑（後の千種駅前）から月見坂（後の覚王山）までの1.8キロメートルであり、全線単線の上、西側に中央本線があって他線から孤立していた。これは中央本線との立体交差建設のためその部分のみ工事が遅れたためであるが、翌1912年（明治45年）5月22日、西裏 - 北畑間の0.45キロメートルが開業し、栄町線との連絡がなった。加えて同年5月25日には、八事へと至る尾張電気軌道（後の八事線）の支線が開業し、覚王山線今池にて接続するようになった。
覚王山線と尾張電気軌道の路線が相次いで開業したことで、交通の便が向上した沿線は住宅地として発展していく。さらに千種町側では地価が比較的安いことから工業の進出も相次ぎ、1918年（大正7年）には陸軍造兵廠千種機器製作所が設置された。工業化によって覚王山線では日泰寺参詣客以外に通勤利用も増加するようになる。

### 市営化と複線化

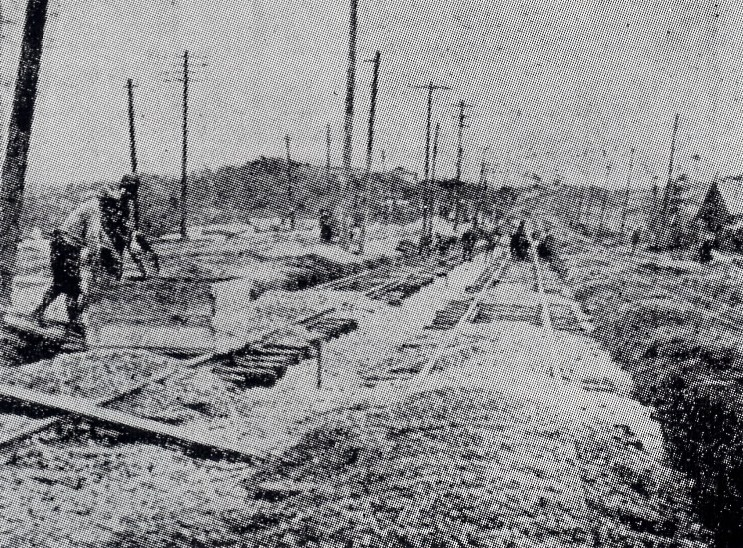
複線化工事の様子（1926年）

1922年（大正11年）8月1日、名古屋電気鉄道市内線10路線を名古屋市が買収・市営化し名古屋市電気局（後の交通局）が引き継いだことで名古屋市電が成立した。これにより覚王山線西裏 - 覚王山間2.3034キロメートルは名古屋市電の路線の一つとなった。
覚王山線が敷設されていた県道は幅員が4.5間（8.18メートル）に過ぎなかったが、名古屋市による都市計画事業として道路を拡張することが1924年（大正13年）12月に決定された。同事業により西裏から覚王山にかけて道路の幅員が24.5メートルへと拡張され、1912年に架橋された中央本線をまたぐ千種橋も改築された。以上の工事は1927年（昭和2年）10月に竣工する。道路拡張に伴い覚王山線の複線化工事も施工され、同年8月16日に完成した。なお複線化工事は電気局が1922年度から着手した「第1期建設改良工事」の枠に追加されて実施されている。
市営化時、覚王山線では線内折返し（西裏 - 覚王山間）の運転がなされていたが、複線化前年の1926年（大正15年）11月より栄町線直通系統（名古屋駅前 - 覚王山間ほか）が新設された。また1937年（昭和12年）2月に覚王山から東へ伸びる東山公園線が開業すると、覚王山止まりの系統が東山公園まで延長されている。

### 地下鉄開業と部分廃止
太平洋戦争後の1957年（昭和32年）11月、名古屋駅から栄町（現・栄）へ至る2.4キロメートルに、名古屋市最初の地下鉄である名古屋市営地下鉄東山線が開業した。同線は順次東へ伸ばされ、1960年（昭和35年）6月に千種・今池経由で池下まで到達、1963年（昭和38年）4月には覚王山経由で東山公園まで達する。さらに1967年（昭和42年）3月には星ヶ丘まで延伸された。
地下鉄整備の一方で、地下鉄に先行して星ヶ丘まで到達していた市電は、1961年（昭和36年）5月15日より地下鉄工事に伴って覚王山から星ヶ丘までの3.3キロメートルが営業休止となった。地下鉄開通が迫ると休止中の市電を復旧させるか否かで議論となるが、交通局の方針通り地下鉄開通にあわせ休止区間は順次正式に廃止されていった。
1963年に地下鉄が覚王山を経て東山公園まで到達すると、覚王山以東に続いて覚王山線今池 - 覚王山間の存廃問題が浮上した。地下鉄と完全に並行する同区間では、昼間は4分間隔、ピーク時には1時間あたり28回という高頻度な運行形態が維持されていたが、1964年（昭和39年）9月末に地下鉄の車両増加による輸送力増強で対応可能との理由で廃止計画が具体化されたのである。これに対し、10月になって地下鉄開業後売り上げが3割減少したとして沿線商店街から市電存続の嘆願書が提出され、市電停留場と地下鉄駅の位置が異なる、また上下移動のある地下鉄は日泰寺を参詣する高齢者に不向き、などといった問題点を指摘する声が上がった。しかしながらすでに1961年に地下鉄拡充と引き換えに1985年までにおおむね市電を撤去するという方針が国の都市交通審議会で示されており、こうした反対運動が実を結ぶことはなかった。
1965年（昭和40年）3月1日、覚王山線今池 - 覚王山間1.2キロメートルは廃止された。なお覚王山以東休止後、1962年3月末時点における路線長は2.274キロメートル（うち45メートル単線）であった。

### 全線廃止
部分廃止直後の1965年3月11日、国の審議会による方針に加え、事業の大幅な赤字化や市営バスの急速な拡大、自動車の普及による交通事情の変化など市電を取り巻く環境が変化したとして、交通局は地下鉄建設推進・バスの拡充と市電の段階的廃止を盛り込んだ「名古屋市交通事業の5カ年計画」を発表した。同計画では1969年度までの5年間で廃止すべきとして7線区計23.3キロメートルを取り上げており、その中で栄町線・覚王山線の栄町 - 今池間2.8キロメートルが1966年度に廃止すべき路線に挙げられた。廃止の理由は、並行する地下鉄の輸送力強化によってこの区間の利用者5万2千人の輸送が十分可能となるため、とされている。
1967年（昭和42年）2月1日、栄 - 今池間の廃止が実施され、覚王山線は全廃された。

## 停留場
廃線前の段階で、覚王山線には以下の5停留場が設置されていた。
| 停留場名                   | キロ程 (km) | 所在地                     | 位置               |
| -------------------------- | ----------- | -------------------------- | ------------------ |
| （旧・西裏）               | 0.0         | （栄町線との境界）         |                    |
| 千種駅前（ちくさえきまえ） | 0.5         | 千種区覚王山通1丁目        | 高牟神社北西角付近 |
| 今池（いまいけ）           | 1.0         | 千種区覚王山通3丁目・4丁目 | 今池交差点付近     |
| 仲田（なかた）             | 1.4         | 千種区覚王山通5丁目・6丁目 | 仲田交差点付近     |
| 池下（いけした）           | 1.7         | 千種区覚王山通7丁目        | 池下交差点付近     |
| 覚王山（かくおうざん）     | 2.3         | 千種区覚王山通9丁目        | 覚王山交差点付近   |

### 停留場の変遷
（この節の出典はいずれも『日本鉄道旅行地図帳』7号54-55頁である）
- 1911年（明治44年）8月19日 - 路線開業に伴い、北畑・今池・仲田・月見坂を新設。
- 1912年（明治45年）5月22日 - 西裏まで延伸（西裏は栄町線で既設）。
- 1913年（大正2年）11月10日 - 池下を新設。
- 1922年（大正11年）8月1日 - 市営化。月見坂を覚王山へ改称。
- 1930年（昭和5年）4月19日 - 西裏を廃止。
- 1939年（昭和14年）8月7日 - 西裏を「西裏町」として再開。
- 1941年（昭和16年）4月10日 - 北畑を覚王山通一丁目へ改称。
- 1944年（昭和19年）5月13日 - 西裏町を廃止（1943年12月1日より休止中）。
- 1949年（昭和24年）7月15日 - 覚王山通一丁目を千種橋東へ改称。
- 1961年（昭和36年）9月1日 - 千種橋東を千種駅前へ改称。
- 1965年（昭和40年）3月1日 - 部分廃線に伴い仲田・池下・覚王山を廃止。
- 1967年（昭和42年）2月1日 - 全線廃線に伴い千種駅前を廃止（今池のみ他線で存続）。

### 接続路線
- 市電
  - 西裏停留場：栄町線（1911年 - 1967年）
  - 今池停留場：八事線（1912年 - 1950年）・循環東線（1950年 - 1967年）
  - 覚王山停留場：東山公園線（1937年 - 1965年）
- 市営地下鉄
  - 千種駅前停留場：東山線（千種駅、1960年 - 1967年）
  - 今池停留場：東山線（今池駅、1960年 - 1967年）
  - 池下停留場：東山線（池下駅、1960年 - 1965年）
  - 覚王山停留場：東山線（覚王山駅、1963年 - 1965年）
- 国鉄線
  - 千種駅前停留場：中央本線（千種駅、1961年 - 1967年）

## 運転系統

### 1937年時点
1937年（昭和12年）8月時点において覚王山線で運行されていた運転系統は以下の通り。〔太字〕で示した範囲は線内を走行する区間を指す。
- 押切町 - 名古屋駅前 - 笹島町 - 栄町 - 新栄町 -〔北畑 - 今池 - 覚王山〕- 東山公園
- 中村公園前 - 笹島町 - 栄町 - 新栄町 -〔北畑 - 今池 - 覚王山〕
- 熱田伝馬町 - 熱田駅前 - 上前津 - 鶴舞公園 - 新栄町 -〔北畑 - 今池 - 覚王山〕

### 1952年時点
1952年（昭和27年）3月時点において覚王山線で運行されていた運転系統は以下の通り。〔太字〕で示した範囲は線内を走行する区間を指す。
- 1号系統：名古屋駅前 - 笹島町 - 栄町 -〔千種橋東 - 今池 - 池下 - 覚王山〕- 東山公園
- 2号系統：中村公園前 - 笹島町 - 栄町 -〔千種橋東 - 今池 - 池下 - 覚王山〕
- 11号系統：浄心町 - 名古屋駅前 - 笹島町 - 栄町 -〔千種橋東 - 今池 - 池下〕
- 60号系統：名古屋駅前 - 笹島町 - 栄町 -〔千種橋東 - 今池〕- 大久手 - 安田車庫前 - 八事
- 62号系統：名古屋駅前 - 笹島町 - 栄町 -〔千種橋東 - 今池〕- 大久手 - 桜山町 - 瑞穂通三丁目

### 1961年以降
1961年（昭和36年）4月時点において覚王山線で運転されていた運転系統は以下の通り。〔太字〕で示した範囲は線内を走行する区間を指す。
- 1号系統：名古屋駅前 - 笹島町 - 栄町 -〔千種橋東 - 今池 - 覚王山〕- 東山公園 - 星ヶ丘
- 2号系統：稲葉地町 - 中村公園前 - 笹島町 - 栄町 -〔千種橋東 - 今池 - 覚王山〕- 東山公園
- 11号系統：浄心町 - 名古屋駅前 - 笹島町 - 栄町 -〔千種橋東 - 今池 - 覚王山〕
- 60号系統：名古屋駅前 - 笹島町 - 栄町 -〔千種橋東 - 今池〕- 大久手 - 安田車庫前 - 八事
- 62号系統：名古屋駅前 - 笹島町 - 栄町 -〔千種橋東 - 今池〕- 大久手 - 桜山町 - 瑞穂通三丁目

1961年5月15日より、上記系統のうち1号系統の覚王山 - 星ヶ丘間ならびに2号系統の覚王山 - 東山公園間が地下鉄東山線建設工事のため休止され、市営バスによる代行運転となった（バスの起点は池下駅）。地下鉄が東山公園まで開業した1963年（昭和38年）4月1日、1号系統は廃止され、2号系統も正式に稲葉地町 - 覚王山間に短縮された。また同年4月22日、名古屋駅前 - 瑞穂通三丁目間の62号系統が中村線大門通起点となった。
1965年（昭和40年）3月1日付の覚王山線今池 - 覚王山間の廃線に伴い、2号系統と浄心町 - 覚王山間の11号系統は今池が終端となる。この2系統に名古屋駅前 - 八事間の60号系統、大門通 - 瑞穂通三丁目間の62号系統を加えた計4系統は1967年（昭和42年）2月1日の栄 - 今池間廃線まで存続した。

## 利用動向
この節では、便宜的に栄町線と覚王山線の境界を車道停留場として扱う。

### 1959年調査
1959年（昭和34年）6月11日木曜日に実施された市電全線の利用動向調査によると、覚王山線各停留場の方向別乗車人員・降車人員ならびに停留場間の通過人員は下表の通りであった。
| 停留場名 | 乗車人員 | 乗車人員 | 乗車人員 | 降車人員 | 降車人員 | 降車人員 | 停留場間通過人員 | 停留場間通過人員 |
| 停留場名 | ▼東行    | ▲西行    | 合計     | ▼東行    | ▲西行    | 合計     | ▼東行            | ▲西行            |
| -------- | -------- | -------- | -------- | -------- | -------- | -------- | ---------------- | ---------------- |
| 車道     | 2,910    | 終点     | (8,375)  | 起点     | 2,548    | (8,213)  | 38,956           | 38,548           |
| 千種橋東 | 561      | 1,696    | 2,257    | 1,428    | 462      | 1,890    | 38,956           | 38,548           |
| 千種橋東 | 561      | 1,696    | 2,257    | 1,428    | 462      | 1,890    | 38,089           | 37,314           |
| 今池     | 6,053    | 11,508   | (37,994) | 14,524   | 5,228    | (37,528) | 38,089           | 37,314           |
| 今池     | 6,053    | 11,508   | (37,994) | 14,524   | 5,228    | (37,528) | 21,905           | 22,035           |
| 仲田     | 384      | 1,680    | 2,064    | 1,710    | 298      | 2,008    | 21,905           | 22,035           |
| 仲田     | 384      | 1,680    | 2,064    | 1,710    | 298      | 2,008    | 20,579           | 20,653           |
| 池下     | 588      | 5,032    | 5,620    | 5,084    | 453      | 5,537    | 20,579           | 20,653           |
| 池下     | 588      | 5,032    | 5,620    | 5,084    | 453      | 5,537    | 16,083           | 16,074           |
| 覚王山   | 終点     | 5,812    | (7,468)  | 6,628    | 起点     | (7,297)  | 16,083           | 16,074           |

- 備考
  - 車道・今池・覚王山の乗車人員・降車人員合計値は他線区の数値を含む。
  - 車道をまたいで新栄町以遠と直通する乗客は、東行36,046人・西行36,000人。
  - 今池をまたいで循環東線（大久手以遠）と直通する乗客は、東行7,713人・西行8,999人。
  - 覚王山をまたいで東山公園線（末盛通二丁目以遠）と直通する乗客は、東行9,455人・西行10,262人。

### 1966年調査
1966年（昭和41年）11月8日火曜日に実施された市電全線の利用動向調査によると、覚王山線各停留場の方向別乗車人員・降車人員ならびに停留場間の通過人員は下表の通りであった。
| 停留場名 | 乗車人員 | 乗車人員 | 乗車人員 | 降車人員 | 降車人員 | 降車人員 | 停留場間通過人員 | 停留場間通過人員 |
| 停留場名 | ▼東行    | ▲西行    | 合計     | ▼東行    | ▲西行    | 合計     | ▼東行            | ▲西行            |
| -------- | -------- | -------- | -------- | -------- | -------- | -------- | ---------------- | ---------------- |
| 車道     | 818      | 終点     | (2,695)  | 起点     | 748      | (2,702)  | 11,968           | 11,577           |
| 千種駅前 | 659      | 1,389    | 2,048    | 1,305    | 790      | 2,095    | 11,968           | 11,577           |
| 千種駅前 | 659      | 1,389    | 2,048    | 1,305    | 790      | 2,095    | 11,322           | 10,978           |
| 今池     | 終点     | 6,574    | (22,737) | 6,041    | 起点     | (20,974) | 11,322           | 10,978           |

- 備考
  - 車道・今池の乗車人員・降車人員合計値は他線区の数値を含む。
  - 車道をまたいで新栄町以遠と直通する乗客は、東行11,150人・西行10,829人。
  - 今池をまたいで循環東線（大久手以遠）と直通する乗客は、東行5,281人・西行4,404人。